# Ligament sterno-costal radié
Les ligaments sterno-costaux radiés sont des ligaments des articulations sterno-costales.
Les ligaments sterno-costaux radiés proprement dit (ou ligaments rayonnés antérieurs ou ligaments chondro-costaux antérieurs) s’insèrent sur les faces antérieures des extrémités sternales des cartilages costaux et divergent vers la face antérieure du sternum.